# Trần Hồng Hà (chính khách)
Trần Hồng Hà (sinh ngày 19 tháng 4 năm 1963) là một chính trị gia người Việt Nam. Ông hiện là Ủy viên Ban Chấp hành Trung ương Đảng khóa XIII, Phó Thủ tướng Chính phủ Việt Nam.
Ông có bằng tiến sĩ chuyên ngành khai thác Mỏ từ Trường Đại học Mỏ Matxcơva, Liên Xô vào năm 1989. Ngày 24 tháng 7 năm 1990, ông đã trở thành Đảng viên Đảng Cộng sản Việt Nam.

## Xuất thân và giáo dục
Trần Hồng Hà sinh ngày 19 tháng 4 năm 1963 tại xã Kim Lộc (nay là xã Kim Song Trường), huyện Can Lộc, tỉnh Hà Tĩnh. Ông là con trai Giáo sư, Tiến sĩ, Nhà giáo Nhân dân Trần Văn Huỳnh.
Năm 1989, Trần Hồng Hà bảo vệ thành công luận án Tiến sĩ về khoa học Mỏ tại Trường Đại học Mỏ Matxcơva, Liên Xô. Đề tài luận án:"Dự đoán các thông số sơ đồ công nghệ khai thác mỏ than Việt Nam". Đến ngày 24 tháng 7 năm 1990, ông đã gia nhập vào Đảng Cộng sản Việt Nam.

## Gia đình
Bố của ông Trần Hồng Hà là Giáo sư, Tiến sĩ, Nhà giáo nhân dân Trần Văn Huỳnh.
Trần Hồng Hà có em trai là Trần Hồng Thái sinh năm 1974, tốt nghiệp đại học tại Nga, bảo vệ luận án Tiến sĩ chuyên ngành Khoa học Trái Đất và Toán học tại Đại học Heidelberg (Đức), Phó Giáo sư chuyên ngành Thủy văn (2011), từng giữ chức Tổng cục trưởng Tổng cục Khí tượng Thủy văn (Bộ Tài nguyên và Môi trường). Trần Hồng Thái từ tháng 10 năm 2023 giữ chức vụ Thứ trưởng Bộ Khoa học và Công nghệ.

## Sự nghiệp

### Trước khi trở thành Phó Thủ tướng
Trần Hồng Hà từng giữ các chức vụ ở Bộ Tài nguyên và Môi trường: Cục trưởng Cục Bảo vệ Môi trường; Phó Tổng cục trưởng, Tổng cục trưởng Tổng cục Môi trường. Ngày 10 tháng 7 năm 2008, Thủ tướng đã quyết định bổ nhiệm ông làm Thứ trưởng Bộ Tài nguyên và Môi trường.
Ngày 2 tháng 2 năm 2009, ông được Ban bí thư Trung ương điều về công tác tại tỉnh Bà Rịa – Vũng Tàu; tham gia Ban Chấp hành Đảng bộ tỉnh, Ban Thường vụ Tỉnh ủy và giữ chức Phó Bí thư Tỉnh ủy nhiệm kỳ 2005-2010, phụ trách công tác xây dựng tổ chức cơ sở Đảng.
Ngày 09 tháng 7 năm 2010, ông được điều trở lại Bộ Tài nguyên và Môi trường và được bổ nhiệm tham gia Ban Cán sự Đảng, giữ chức Thứ trưởng Bộ Tài nguyên và Môi trường.
Tại Đại hội đại biểu toàn quốc Đảng Cộng sản Việt Nam lần thứ XI tháng 1 năm 2011, ông được bầu là Ủy viên Dự khuyết Ban chấp hành Trung ương ĐCSVN khóa XI.
Tại Đại hội đại biểu toàn quốc Đảng CSVN lần thứ XII tháng 1 tháng 2016, ông trúng cử Ủy viên Ban chấp hành Trung ương ĐCSVN khóa XII.

Ngày 9 tháng 4 năm 2016, ông được Quốc hội Khóa XIII, kỳ họp cuối cùng bầu và phê chuẩn giữ chức vụ Bộ trưởng Bộ Tài nguyên và Môi trường, với 85,02% số phiếu.

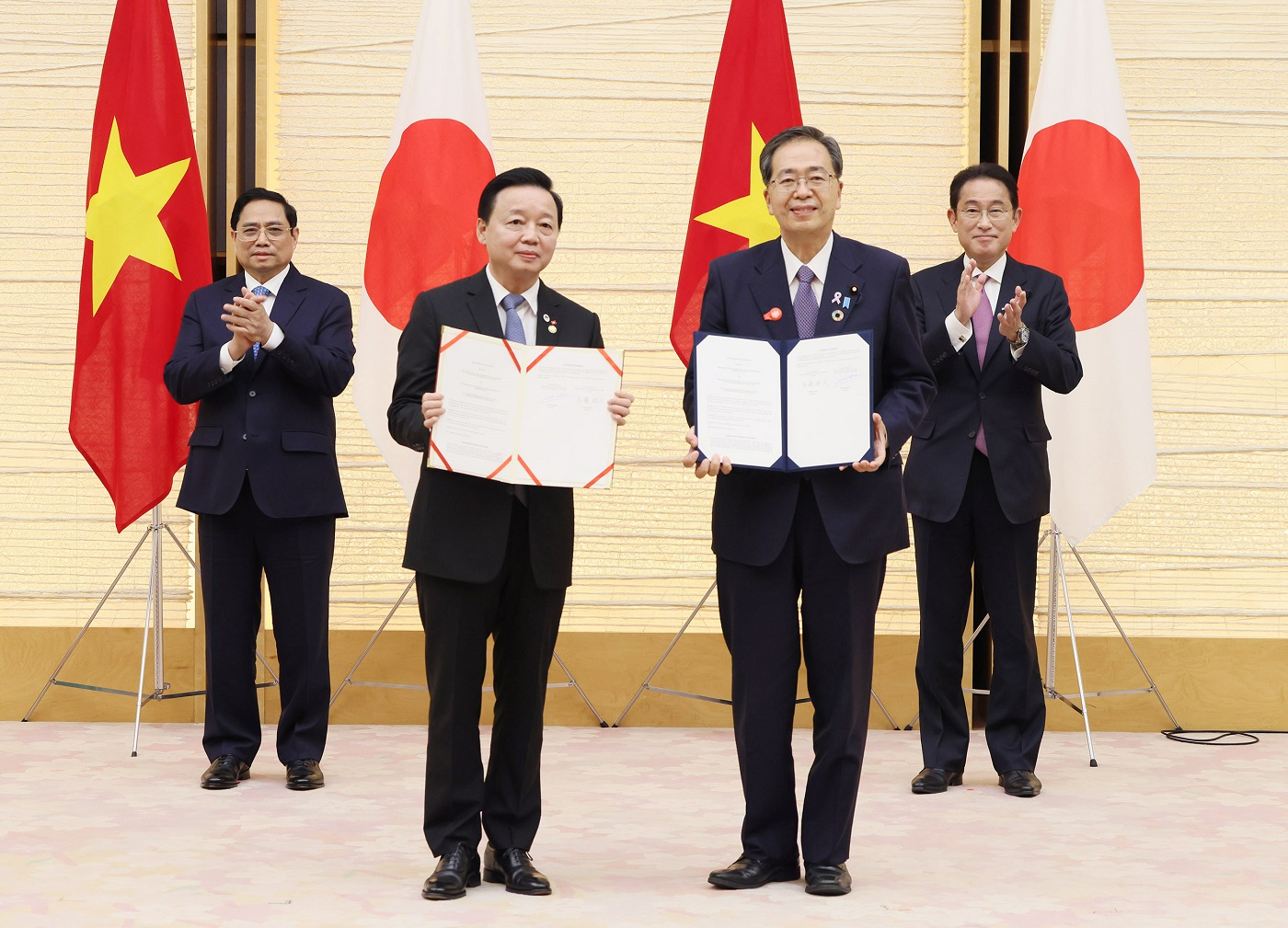
Bộ trưởng Trần Hồng Hà tại Nhật

Ngày 27 tháng 7 năm 2016: Tại kỳ họp thứ 1, Quốc hội khóa XIV, được Quốc hội phê chuẩn, Chủ tịch nước bổ nhiệm giữ chức Bộ trưởng Bộ Tài nguyên và Môi trường.
Ngày 30 tháng 1 năm 2021, Tại Đại hội đại biểu toàn quốc lần thứ XIII của Đảng, đồng chí được bầu là Ủy viên Ban Chấp hành Trung ương Đảng Cộng sản Việt Nam khoá XIII, nhiệm kỳ 2021-2026.
Ngày 28 tháng 7 năm 2021, tại kỳ họp thứ nhất ông được Quốc hội Việt Nam khóa XV bầu làm Bộ trưởng Bộ Tài nguyên và Môi trường nhiệm kỳ 2021 - 2026 theo đề nghị của Thủ tướng Phạm Minh Chính.
Ngày 08 tháng 8 năm 2022, Thủ tướng Chính phủ Phạm Minh Chính ký Quyết định số 994/QĐ-TTg, thành lập Hội đồng thẩm định Quy hoạch điều tra cơ bản địa chất về khoáng sản thời kỳ 2021 - 2030, tầm nhìn đến năm 2050. Phó Chủ tịch Thường trực Hội đồng thẩm định là ông Trần Hồng Hà.

### Phó Thủ tướng Chính phủ
Ngày 05 tháng 1 năm 2023, tại kỳ họp bất thường lần thứ 2, ông đã được Quốc hội Việt Nam khóa XV bầu làm Phó Thủ tướng Chính phủ nhiệm kỳ 2021 - 2026 theo đề nghị của Thủ tướng Phạm Minh Chính. Ông Trần Hồng Hà vẫn tiếp tục giữ chức vụ Bộ trưởng Bộ Tài nguyên và Môi trường cho đến khi có Bộ trưởng mới.
Ngày 22 tháng 5 năm 2023, tại kỳ họp thứ 5, Quốc hội khóa XV, ông được Quốc hội Việt Nam khóa XV miễn nhiệm chức vụ Bộ trưởng Bộ Tài nguyên và Môi trường nhiệm kỳ 2021 - 2026 theo đề nghị của Thủ tướng Phạm Minh Chính.
Ngày 03 tháng 10 năm 2023, Thủ tướng Chính phủ Phạm Minh Chính ký Quyết định số 1143/QĐ-TTg thành lập Ban Chỉ đạo xây dựng, thực hiện Đề án chủ trương đầu tư đường sắt tốc độ cao trên trục Bắc - Nam và các dự án đường sắt quan trọng quốc gia. Ban Chỉ đạo do Phó Thủ tướng Chính phủ Trần Hồng Hà làm Trưởng Ban; Bộ trưởng Bộ GTVT Nguyễn Văn Thắng làm Phó Trưởng Ban Thường trực. Các Phó Trưởng Ban gồm: Bộ trưởng Bộ KH&ĐT Nguyễn Chí Dũng; Bộ trưởng Bộ Tài chính Hồ Đức Phớc; Bộ trưởng, Chủ nhiệm Văn phòng Chính phủ Trần Văn Sơn.

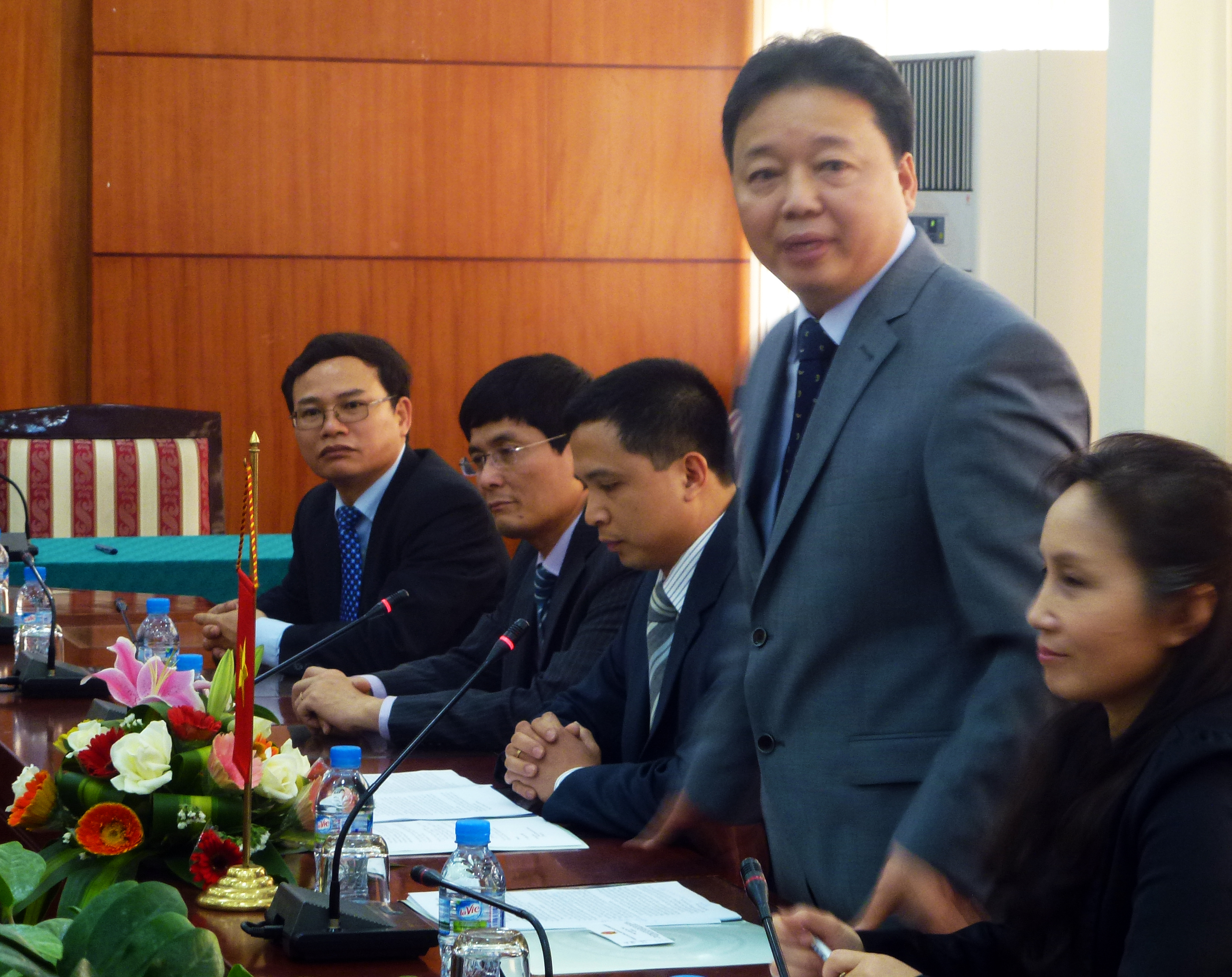
Trần Hồng Hà, 21 tháng 3 năm 2012

## Vi phạm, khuyết điểm
Trong các ngày 20 và 21 tháng 12 năm 2022, tại Hà Nội, Ủy ban Kiểm tra Trung ương đã tổ chức Kỳ thứ 24. Ông Trần Cẩm Tú, Ủy viên Bộ Chính trị, Bí thư Trung ương Đảng, Chủ nhiệm Ủy ban Kiểm tra Trung ương chủ trì Kỳ họp.
Theo kết quả giám sát, Ủy ban Kiểm tra Trung ương nhận thấy bên cạnh những ưu điểm, Ban cán sự đảng Bộ Tài nguyên và Môi trường còn có một số vi phạm, khuyết điểm trong việc thực hiện các nguyên tắc và quy định của Đảng; thiếu trách nhiệm trong lãnh đạo, chỉ đạo, tham mưu, xây dựng, ban hành và tổ chức thực hiện các thể chế, chính sách; trong việc thực hiện một số dự án đầu tư công và công tác kiểm tra, thanh tra. Ủy ban Kiểm tra Trung ương yêu cầu Ban cán sự đảng Bộ Tài nguyên và Môi trường kiểm điểm, rút kinh nghiệm; kịp thời khắc phục các vi phạm, khuyết điểm đã được chỉ ra; kiểm tra, thanh tra, kiểm điểm, xem xét trách nhiệm các tổ chức, cá nhân có liên quan và báo cáo kết quả về Ủy ban Kiểm tra Trung ương.
Ông Trần Hồng Hà là Bộ trưởng kiêm Bí thư Ban cán sự đảng thời điểm trên.

## Công trình công bố
Công trình
- Luận án Tiến sĩ, Đề tài: "Dự đoán các thông số sơ đồ công nghệ khai thác mỏ than Việt Nam" (Trường Đại học Mỏ Matxcơva, Liên Xô, 1989).

Tác phẩm
- An toàn sinh học: Đánh giá và quản lý rủi ro các sinh vật biến đổi gen - TS. Trần Hồng Hà (Chủ biên).